# Petalocephala spicata
Petalocephala spicata är en insektsart som beskrevs av Evans 1969. Petalocephala spicata ingår i släktet Petalocephala och familjen dvärgstritar. Inga underarter finns listade i Catalogue of Life.